# Gau-Odernheim
Gau-Odernheim est une municipalité d'Allemagne en Rhénanie-Palatinat.
Entre 830 et 840 les reliques de l'évêque Ruf de Metz ont été transférées dans une abbaye du village sous le règne de Lothaire Ier.

## Jumelage
Pulnoy (France)